# Lupinus fissicalyx
Lupinus fissicalyx är en ärtväxtart som beskrevs av Amos Arthur Heller. Lupinus fissicalyx ingår i släktet lupiner, och familjen ärtväxter. Inga underarter finns listade i Catalogue of Life.